# Pambolus
Pambolus är ett släkte av steklar som beskrevs av Alexander Henry Haliday 1836. Pambolus ingår i familjen bracksteklar.

## Dottertaxa tillPambolus, i alfabetisk ordning[1][2]
- Pambolus achterbergi
- Pambolus aciculatus
- Pambolus africanus
- Pambolus alboannulatus
- Pambolus americanus
- Pambolus biglumis
- Pambolus brevipennis
- Pambolus caudalis
- Pambolus collessi
- Pambolus coracinus
- Pambolus curvicaudis
- Pambolus duplotaeniatus
- Pambolus flavicornis
- Pambolus gracilis
- Pambolus granulatus
- Pambolus halteratus
- Pambolus hebes
- Pambolus hemitaeniatus
- Pambolus ignarus
- Pambolus leponcei
- Pambolus longicornis
- Pambolus micropennis
- Pambolus microspinosus
- Pambolus microstriatus
- Pambolus mostovskii
- Pambolus nepalensis
- Pambolus oblongispina
- Pambolus pallipes
- Pambolus pappi
- Pambolus pilcomayensis
- Pambolus pulchricornis
- Pambolus ruficeps
- Pambolus rufus
- Pambolus rugulosus
- Pambolus seyrigi
- Pambolus sharkeyi
- Pambolus similis
- Pambolus spinator
- Pambolus topali
- Pambolus tricolor
- Pambolus unicolor
- Pambolus vernicosus